# 田中政明 (小惑星)
田中政明（たななかまさあき、12027 Masaakitanaka）は小惑星帯に位置する小惑星。埼玉県のアマチュア天文家、佐藤直人が1996年に秩父市で発見した。
福島県のアマチュア天文家で、デヴィコ彗星 (122P/1995 S1 = 1846D1 (de Vico)) の再発見者の一人である田中政明にちなんで、2009年6月に命名された。